# Bibliotheca Hagiographica Orientalis

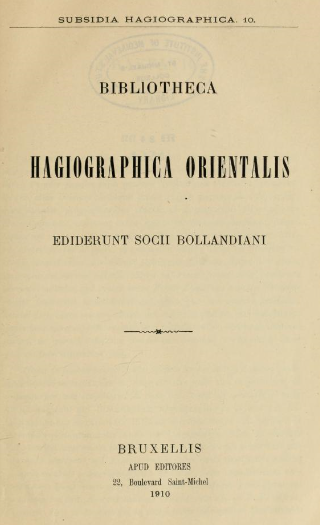
Portada de la Bibliotheca Hagiographica Orientalis, edición de 1910.

La Bibliotheca Hagiographica Orientalis es un catálogo de materiales hagiográficos árabes, coptos, sirios, armenios y etíopes, que incluye obras literarias antiguas sobre la vida de los santos, las traducciones de sus obras y sus milagros, ordenados alfabéticamente según sus nombres. Generalmente se abrevia como BHO en la literatura académica. Los listados incluyen manuscritos, íncipits y ediciones impresas. La «BHO», junto con la Bibliotheca Hagiographica Graeca (BHG) y la Bibliotheca Hagiographica Latina (BHL) son las herramientas más útiles en la búsqueda de documentos literarios sobre los santos.

## Ediciones
- Bibliotheca hagiographica orientalis, ed. Paul Peeters, Subsidia Hagiographica 10 (Bruselas: Société des Bollandistes, 1910). Disponible en línea – vía Internet Archive.